# Citizen Zombie
Citizen Zombie je třetí studiové album anglické skupiny The Pop Group. Album vyšlo v únoru roku 2015 a jeho producentem byl Paul Epworth. Jde o první studiové album této kapely od roku 1980, kdy vyšla deska For How Much Longer Do We Tolerate Mass Murder?. K písni „Mad Truth“ byl natočen videoklip, jehož režisérkou byla italská herečka Asia Argento.

## Seznam skladeb
1. „Citizen Zombie“ – 3:52
2. „Mad Truth“ – 3:47
3. „Nowhere Girl“ – 3:26
4. „Shadow Child“ – 2:45
5. „The Immaculate Deception“ – 4:24
6. „S.O.P.H.I.A.“ – 3:55
7. „Box 9“ – 3:37
8. „Nations“ – 3:11
9. „St. Outrageous“ – 3:44
10. „Age of Miracles“ – 4:11
11. „Echelon“ – 3:01

## Obsazení
The Pop Group
- Mark Stewart – zpěv
- Gareth Sager – kytara, saxofon, klávesy
- Dan Catsis – baskytara
- Bruce Smith – bicí, perkuse

Ostatní hudebníci
- Chiara Meattelli – doprovodné vokály
- Skip McDonald – doprovodné vokály
- Isla Rainforth – doprovodné vokály
- Kate Rodd – doprovodné vokály
- Pete Wareham – tenorsaxofon